# Samuel Møller
Samuel Magnus Kristian Jens Møller (* 10. Juli 1885 in Akulliit; † unbekannt, nach 1943) war ein grönländischer Katechet und Landesrat.

## Leben
Samuel Møller war der Sohn des Jägers und Katecheten Hans Theodor Møller und seiner zweiten Frau Anine Ane Cecilie Brandt. Er studierte bis 1907 am kurzzeitig wiedereröffneten Seminarium in Ilulissat. Er wirkte später als Oberkatechet in Ilulissat. Dort war er von 1928 bis 1932 als Stellvertreter für Thomas Larsen Mitglied im nordgrönländischen Landesrat. Für die Legislaturperioden von 1933 bis 1938 und 1939 bis 1943 wurde er jeweils wiedergewählt und nahm nur 1939 nicht an der Sitzung teil. Er freundete sich Anfang der 1930er Jahre mit dem US-amerikanischen Künstler Rockwell Kent an, der etwa ein Jahr in Illorsuit lebte.